# Горка (Раменское сельское поселение)
Горка — деревня в Шекснинском районе Вологодской области.
Входит в состав сельского поселения Раменского, с точки зрения административно-территориального деления — в Раменский сельсовет.
Расстояние по автодороге до районного центра Шексны — 44 км, до центра муниципального образования Раменья — 2 км. Ближайшие населённые пункты — Большой Двор, Большая Степановская, Раменье.
По переписи 2002 года население — 28 человек (16 мужчин, 12 женщин). Всё население — русские.